# Heinrich von Roos
Heinrich Ulrich Ludwig von Roos (* 1780 in Stuttgart; † 1840 in Würzburg) war ein deutscher Mediziner.
Roos war seit 1805 Oberarzt am Garnisonsspital, ging 1812 als Oberarzt eines Regiments mit der großen Armee Napoleons nach Russland und geriet dort in Gefangenschaft. Er blieb in Russland und wurde Oberarzt des Marinekrankenhauses in Sankt Petersburg, wo er 1832 seine Erinnerungen veröffentlichte. 1840 starb er im Alter von 60 Jahren in Würzburg.

## Schriften
- Ein Jahr aus meinem Leben, oder Reise von den westlichen Ufern der Donau an die Nara, südlich von Moskwa, und zurück an die Beresina mit der grossen Armee Napoleons, im Jahr 1812, Sankt Petersburg 1832
- Medicinische Jahresberichte vom Marienkrankenhause zu Petersburg, 2 Hefte, Sankt Petersburg 1837–38